# Os Tigres
Os Tigres foi uma telenovela brasileira produzida e exibida pela extinta TV Excelsior em 28 de fevereiro a 16 de agosto de 1968. Foi escrita por Marcos Rey e dirigida por Carlos Zara.

## Elenco
- Fúlvio Stefanini
- Susana Vieira
- Gonzaga Blota
- Felipe Carone
- Fernando Baleroni
- Yara Lins
- Edgard Franco
- Elizabeth Gasper
- Edmundo Lopes
- Nina Franco
- Lurdinha Félix
- Yaratan Lauretta
- Ruy Rezende
- Maria Isabel de Lizandra